# 基什圣马尔通
基什圣马尔通（匈牙利語：Kisszentmárton）是匈牙利巴兰尼亚州所辖的一个村。总面积14.86平方公里，总人口268，人口密度18.0人/平方公里（2011年1月1日）。